# L'AB
L'AB è un album in studio della musicista e cantante italiana Beatrice Antolini, pubblicato il 16 febbraio 2018.

## Tracce
1. Insilence – 3:44
2. Forget to Be – 3:15
3. Second Life – 4:10
4. Subba – 3:01
5. Until I Became – 3:42
6. Total Black – 2:46
7. What You Want – 3:34
8. I'm Feeling Lonely – 3:47
9. Beautiful Nothing – 3:20

## Crediti
Scritto, prodotto ed arrangiato da Beatrice Antolini.
Registrato e mixato in Big Saloon Studio (Bologna) da Beatrice Antolini.                                                                                                                                                                                                                                                                                                                                       Masterizzato da Simone Squillario in HybridStudio (Torino).
Beatrice Antolini ha suonato piano, synths, chitarra, basso, batteria, percussioni, voce, electronic programming.